# USC Heidelberg
O USC Heidelberg, conhecido também por MLP Academics Heldelberg em virtude de patrocinadores, é um clube de basquetebol masculino com sede em Edelberga, Alemanha que atualmente disputa a ProA, correspondente a segunda divisão germânica. O clube manda seus jogos no Halle des Olympiastützpunktes com capacidade para 1.512 espectadores.

## Histórico de Temporadas
| Temporada | Nível | Liga | Pos. | Resultado         |
| --------- | ----- | ---- | ---- | ----------------- |
| 2009-10   | 2     | ProA | 10   |                   |
| 2010-11   | 2     | ProA | 8    |                   |
| 2011-12   | 2     | ProA | 10   |                   |
| 2012-13   | 2     | ProA | 9    |                   |
| 2013-14   | 2     | ProA | 9    |                   |
| 2014–15   | 2     | ProA | 6    | Quartas de Finais |
| 2015–16   | 2     | ProA | 10   |                   |
| 2016–17   | 2     | ProA | 5    | Quartas de Finais |
| 2017-18   | 2     | ProA | 3    |                   |
| 2018-19   | 2     | ProA | 2    | Semifinalista     |
| 2019-20   | 2     | ProA |      |                   |
| 2020-21   | 2     | ProA | 2    | Promovido campeão |
| 2021-22   | 1     | BBL  | 15   |                   |
| 2022-23   | 1     | BBL  | 12   |                   |
| 2023-24   | 1     | BBL  | 16   |                   |
| 2024-25   | 1     | BBL  | 5    | Semifinalista     |

## Títulos
- Liga Alemã de Basquetebol (13):

1948, 1951–1953, 1957–1962, 1966, 1973, 1977
- Segunda divisão (1)
  - 2021

- Copa da Alemanha (2):

1977, 1978

## Ligações Externas
- USC Heidelberg no Facebook
- USC Heidelberg no X
- USC Heidelberg no Instagram